# Thomas P. Salmon

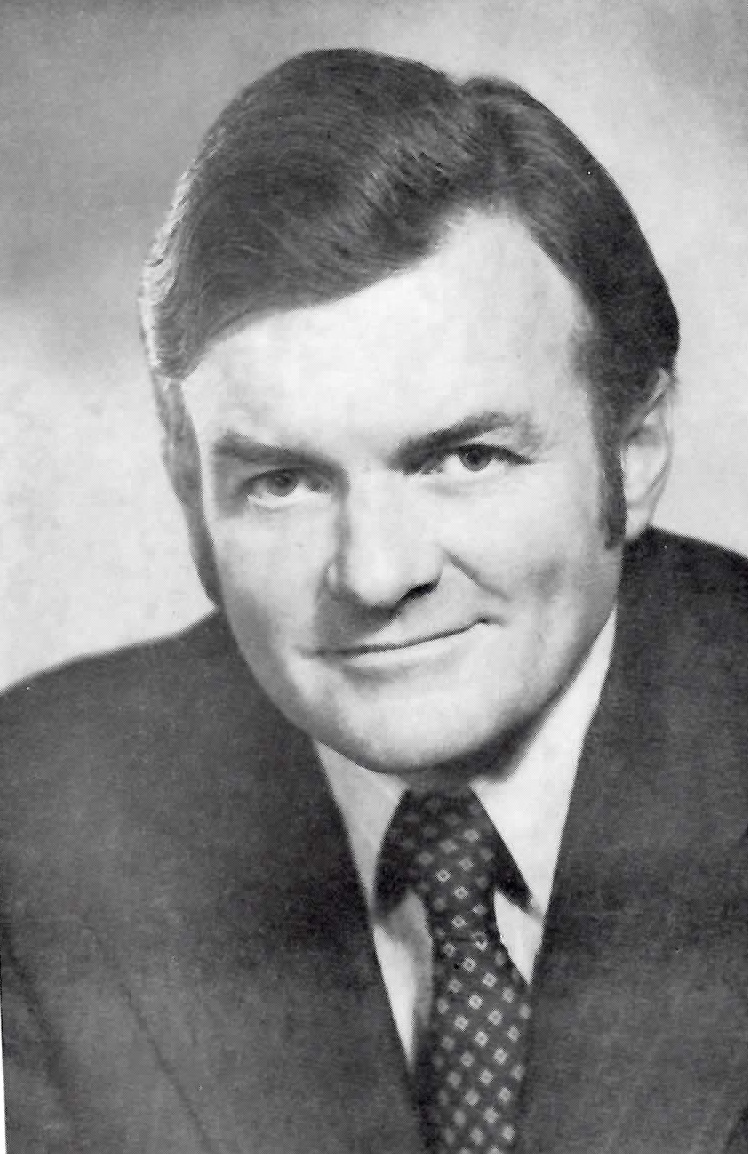
Thomas P. Salmon.

Thomas Paul Salmon, född 19 augusti 1932 i Cleveland, Ohio, död 14 januari 2025, var en amerikansk demokratisk politiker. Han var guvernör i delstaten Vermont 1973–1977.
Salmon avlade 1954 kandidatexamen och 1957 juristexamen vid Boston College. Han studerade sedan vidare i beskattningsrätt vid New York University. Han flyttade sedan till Rockingham, Vermont.
Salmon efterträdde 1973 Deane C. Davis som guvernör i Vermont. Han utmanade utan framgång den sittande senatorn Robert Stafford i senatsvalet 1976. Salmon efterträddes 1977 som guvernör av Richard A. Snelling.
Salmon var tillförordnad rektor vid University of Vermont 1991–1993 och sedan universitetets ordinarie rektor 1993–1997.
Salmon var katolik och medlem i Columbus riddare.